# Dennis Bevington

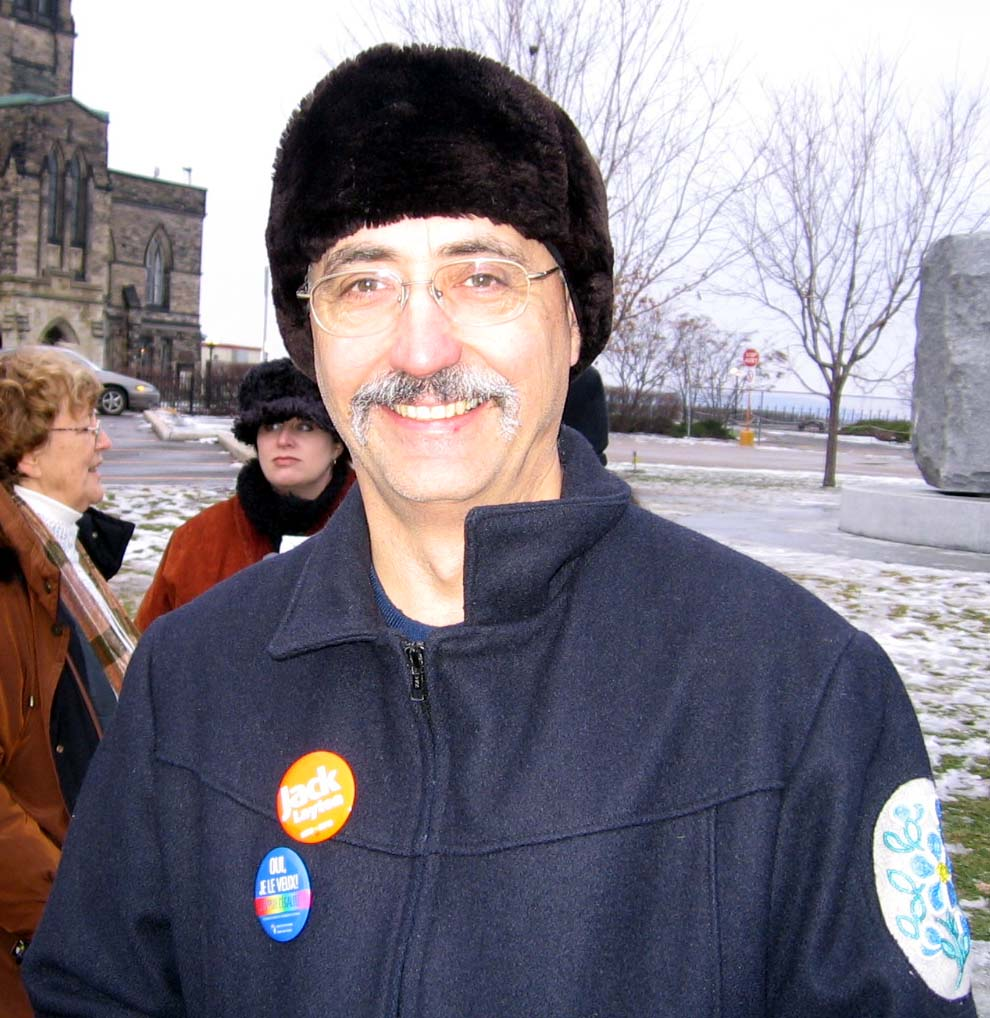
Dennis Bevington, diputado federal de Western Arctic.

Dennis Bevington (nacido el 27 de marzo de 1953) político canadiense. Es actualmente diputado de la Cámara de los Comunes de Canadá, representante único distrito de los Territorios del Noroeste (Western Arctic) con el Nuevo Partido Democrático. Electo en 2006, sucedió a la ministra liberal Ethel Blondin-Andrew (diputada desde el 1988).
- Datos: Q3023144
- Multimedia: Dennis Bevington / Q3023144